# 3029 Sanders
3029 Sanders è un asteroide della fascia principale. Scoperto nel 1981, presenta un'orbita caratterizzata da un semiasse maggiore pari a 2,2399368 UA e da un'eccentricità di 0,1115806, inclinata di 3,42251° rispetto all'eclittica.
L'asteroide è dedicato all'astronomo statunitense Jeffrey D. Sanders.